# Astralwerks
Astralwerks es una compañía discográfica con base en Nueva York, que se encarga principalmente de música electrónica. Es propiedad de Virgin Records/EMI. 
Representa a artistas como Kraftwerk, Chemical Brothers, Röyksopp, Fatboy Slim, Basement Jaxx y The B-52s, entre muchos otros. También se ha encargado de la banda sonora de películas como V for Vendetta o Being John Malkovich.

## Artistas
- 22-20s
- System 7
- Adam F
- Air (US)
- Alpha
- Alpinestars
- Air Traffic
- Ambulette
- Amorphous Androgynous
- Craig Armstrong
- Athlete
- Audio Bullys
- The B-52's
- Basement Jaxx
- Bat for Lashes
- The Bees
- Bentley Rhythm Ace
- The Beta Band
- Blue Six
- Boymerang
- Cassius
- The Chemical Brothers
- Clinton (Luaka Bop/Astralwerks)
- BJ Cole
- The Concretes
- Graham Coxon
- The Daedalus Project
- David Guetta[1]
- Day One
- Digitalism
- Brian Eno[2]
- Doves
- Empire of the Sun (US)
- Eden_(músico)
- Fatboy Slim
- Fierce Ruling Diva
- Fluke
- Freaky Chakra
- Future Sound of London
- Gabin
- The Golden Republic
- Steve Hackett (US)
- Gemma Hayes
- H Foundation
- Hot Chip
- Laura Marling
- The Irresistible Force
- Iggy Pop
- Joi
- King Biscuit Time
- Kings of Convenience
- The Kooks
- k-os
- Kraftwerk (US)
- Kylie Minogue (US)
- The Little Ones
- Miguel Migs (Naked Music/Astralwerks)
- Miss Kittin
- μ-ziq
- Ben Neill
- Neu!
- Beth Orton
- Erlend Øye
- Perfume (banda)
- Pet Shop Boys (US)
- Phoenix
- Photek
- Plastilina Mosh
- Playgroup
- Porter Robinson
- Primal Scream
- Radio 4
- Röyksopp
- Les Rythmes Digitales
- Seefeel
- Sia
- Simian
- Skylab
- The Sleepy Jackson
- Small Sins
- Sondre Lerche
- Source Direct
- Spacetime Continuum
- Sparklehorse
- Sunna
- Surf Mesa
- System 7
- Sébastien Tellier
- Todd Terry
- Tracey Thorn
- Tranquility Bass
- Turin Brakes
- Überzone
- VHS or Beta
- Luke Vibert
- Wagon Christ
- West Indian Girl
- Yoko Ono
- Halsey
- Marshmello